# معبد پاپاناساناتار
معبد پاپاناساناتار در پاپاناسام، روستایی در ناحیه تیرونلولی در ایالت تامیل نادو جنوبی هند قرار دارد که به خدای هندو شیوا هدیه داده شده‌است. این معبد در ۶۰ کیلومتری از تیرونلولی واقع شده‌است. این معبد که در معماری دراویدی ساخته شده‌است، دارای سه محوطه است. در آیین هندو شیوا به عنوان پاپاناساناتار و همسرش پارواتی به عنوان اولاگامای پرستش می‌شود.
دیوار از جنس گرانیت معبد را احاطه کرده‌است و تمام زیارتگاه‌های آن را دربر گرفته‌است. این معبد دارای یک برج هفت طبقه است. این معبد در ابتدا توسط چاندراکولا پاندیا ساخته شد و پادشاهان ویجایاناگار در قرن شانزدهم آن را گسترش دادند. معبد دارای مجسمه‌های هنری معروف نایاک است.
معبد در تمام روزها از ساعت ۵:۳۰ صبح تا ۱۲ ظهر و بعد از ظهر نیز از ۴:۳۰ تا ۷:۳۰ بعد از ظهر باز است البته روزهای جشنواره تمام روز باز است. شش مراسم روزانه و سه جشنواره سالانه در معبد برگزار می‌شود که جشنواره برهموتساوام در ماه‌های آوریل - مه و جشنواره تایپوسام در تایلند در ماه‌های ژانویه - فوریه برجسته‌ترین آنهاست. این معبد توسط هیئت مذهبی هندو و اوقاف دولت تامیل نادو نگهداری و اداره می‌شود.

## افسانه و اهمیت مذهبی
طبق افسانه‌ای، حکیم اوروسامار تعدادی از گل‌ها را در رودخانه تامیراپرانی شناور کرد و اولین گل در این مکان به ساحل رسید. حکیم معبدی برای پاپاناساناتار تأسیس کرد و خدا را در اینجا پرستش کرد.
اعتقاد بر این است که لینگام، شکل نمادین شیوا در معبد به جنبه‌ای از سوریا، یکی از خدایان سیاره‌ای است. معبد مجموعه‌ای از معابد ناواگراها را در سواحل رودخانه تامیراپرانی تشکیل می‌دهد که در هر یک از آنها نُه خدای سیاره‌ای ساکن هستند. معابد به عنوان ناوا کایلاسام طبقه‌بندی می‌شوند و خدای رئیس هر نه معبد کایلاساناتار است. این معبد با سیاره سوریا (خورشید) مرتبط است و اولین در سری نه معبد است.